# Единая Абхазия
Единая Абхазия (абх. Аҧсны Акзаара, груз. ერთიანი აფხაზეთი) — политическая партия в Республике Абхазия. Партию возглавляет известный абхазский государственный и политический  деятель – Сергей Шамба.

## История
Исторические вехи РПП «Единая Абхазия»
Республиканская политическая партия «Единая Абхазия» была образована на базе общественно-политического движения с одноимённым названием. В марте 2003 года, в период наступления серьезного политического кризиса в стране, на учредительном собрании было принято решение о создании ОПД «Единая Абхазия» как организации, отстаивающей государственные интересы Республики Абхазия.
Начало создания ОПД «Единая Абхазия» было положено совместным усилиями активистов В. Пипии, З. Каджая, Н. Агрбы, Д. Тарбы. В состав движения вошли наиболее известные общественные и политические деятели Абхазии, как С. В. Багапш, Н.В. Хашба, С. Р. Таркил, С. М. Шамба, Н. Н. Ашуба и др. За очень короткий срок Движение объединило более 15 тысячи граждан РА. В том же году в Народном Собрании Абхазии была создана депутатская фракция «Единство», состоявшая из 13 народных избранников, членов ОПД. К президентским выборам 2004 года ОПД «Единая Абхазия» разработала Программу социально-экономического развития страны, в которой были обозначены приоритеты государственной политики, определены наиболее важные задачи развития.
На президентских выборах 2005 года «Единая Абхазия» поддержало кандидатуру Сергея Багапша. «Единая Абхазия» совместно с другими движениями – «Возрождение», «Амцахара» и Независимыми профсоюзами Абхазии, находясь в Блоке под лозунгом «Порядок – Справедливость – Достаток», обеспечили победу своего кандидата.
Президентские выборы 2005 года проходили в сложной политической ситуации, в атмосфере колоссальной конфронтации в обществе. Однако лидеры и многочисленный актив Движения смогли путём различных договоренностей не допустить дальнейшей эскалации противостояния в обществе, консолидировать абхазскую элиту вокруг избранного Президента Абхазии Сергея Багапша. Вице-президентом страны стал главный конкурент Багапша на выборах - Рауль Хаджимба.
В 2008 году «Единая Абхазия» установила партнёрские отношения с партийными организациями кавказских республик России, заключила ряд партийных договоров и соглашений с политической партией «Единая Россия», юго-осетинской партией «Единство» и приднестровскими политическими организациями.
В феврале 2009 года в Сухуме, накануне очередных президентских выборов, на съезде партии делегаты единогласно приняли решение о преобразовании ОПД в Республиканскую политическую партию «Единая Абхазия». На II съезде партии, в феврале 2009 года, была  утверждена  новая программа партии, отображающая  исторические реалий с учётом признания Независимости  Абхазии со стороны Российской Федерацией. Партией была принята предвыборная программа на предстоящие президентские выборы 2009 года. Партия вновь поддержала кандидатуру Сергея Багапша на пост президента Абхазии, которым была одержана победа в первом туре.
После смерти Сергея Багапша от рака лёгкого в московской клинике президентом стал бывший вице-президент Александр Анкваб, у которого сложились весьма натянутые отношения с руководством России. На V съезде партии, который состоялся в 2013 году, «Единая Абхазия» отказалась от поддержки Анкваба и ушла в оппозицию в составе, созданного ею же Координационного совета общественных организаций и партий. В начале 2014 года в Абхазии разразился политический кризис. В 2014 году на досрочных выборах президента «Единая Абхазия» поддержала кандидатуру Рауля Хаджимбы, ранее не поддерживаемый партией, но который активно поддерживался российским руководством на этих выборах. После президентских выборов, в партии наметился кризис.
На VI Съезде РПП «Единая Абхазия», состоявшемся 27 января 2016 года, председателем партии был избран известный абхазский государственный и политический деятель – Сергей Шамба.